# Medlice (hrad)
Medlice je zřícenina středověkého hradu, která leží v okrese Opava nad údolím Moravice (vodní nádrží Kružberk) a zaniklou obcí Medlice. Zřícenina je chráněna jako kulturní památka.

## Historie hradu
Vznik hradu je nejasný a pohybuje se mezi léty 1249 až 1317 či 1320, kdy je hrad poprvé zmiňován písemně. V únoru roku 1249 se uvádí rytíř Ludvík z Medlic, to ovšem neznamená, že hrad již stál. Po Medlicích se psal i jeho syn Janáč (Jenč). Zřejmě šlo o biskupské léno. Soudí se, že hrad později připadl jako léno Albertu I. ze Štenberka. Později bylo léno propůjčeno Albertovu synu Zdeslavovi. Zdeslav neznámým způsobem vymohl léno pro svůj rod, a to někdy mezi lety 1320 až 1325. Později hrad patřil litomyšlskému biskupu Albrechtu Alešovi ze Šternberka. Později patřil Petru ze Šternberka. Po jeho smrti roku 1397 hrad často střídal majitele. Později se dostal do majetku pánů z Kravař a pak do majetku pánů z Dubé. Zánik hradu není jasný. Jako pustý se uvádí až v roce 1561. Nálezy z hradu jsou datovány do 14. a 15. století. Zánik hradu by tedy spadal do doby před rokem 1500, nejspíše do doby uherského vpádu roku 1474.

## Popis
Z hradu se dochovaly jen terénní relikty, protože vesničané hradní zdivo používali jako zdroj kamenů pro přestavbu domů ve stejnojmenné vsi, která už také zanikla. Prostor hradu byl intenzivně zemědělsky využíván. Pisatel z roku 1839 uváděl pevné silné základy, jak se mu zdálo pozůstatek dvou strážních věží. Dříve zde byla údajně vidět i studna či vnitřek válcové věže. Zídky, které se na hradě ve dvou místech nalézají, mohou pocházet z vyzdění hradního příkopu anebo jde o novodobější zemědělské terasy.

## Obec
Obec pod hradem byla založena původně českými kolonisty. Později byla obydlená německy mluvícím obyvatelstvem a po druhé světové válce zanikla. Byla zde kaple Panny Marie (zbořená někdy po roce 1979) a škola, v které byly uchovávány nálezy z hradu.